# Wide Area Network
Wide Area Network（ワイド・エリア・ネットワーク、略称:WAN（ワン））は、一つの国，大陸，さらには複数の大陸といった広大な地域に広がったネットワークのこと。広義には、非常に広大な面的広がりを持つインターネットとほぼ同義の言葉として使われる（参照：図1）一方、狭義には、点在するLANとLANを接続する線としてのネットワーク（参照：図2）というような意味合いでも使われる。
用法としては、LANの対義語として良く用いられる。例えば、LANとISPへの回線とを結ぶルータは、WANルータと言われ、ISPへの回線側をWAN側と言う。

## WANの構成
WANは、LANの利用者がISPと契約しなければ敷設・利用できないという特徴がある。
ISPはLANとLANをWAN用のケーブルや無線アクセス等で接続する。そのケーブル同士の接点には、主配線盤やモデム、ルータ、レイヤ2スイッチ、レイヤ3スイッチと言ったネットワーク機器と呼ばれるものが置かれる。更にISP同士は、インターネットエクスチェンジと呼ばれる接続点で、電気通信事業者の提供するバックボーンまたは基幹回線網と呼ばれる大容量のネットワークと接続され、海底ケーブルや衛星通信などを介して国外のWANと接続される（参照：外部リンク　バックボーン回線の高速化）。
ISPとの契約によっては、特定のLANとだけ通信するような構成にもできる。

## WANで使われる主要なケーブル
- 光ファイバー
- 同軸ケーブル
- 電話線

## WANサービスの種類
専用線サービス
契約時に指定した2点間の固定的な接続を提供するサービス。
回線交換サービス
相手を指定し、接続を確立し、情報を伝送するサービス。接続先は固定ではなく、任意の接続先を選択できる。
パケット交換サービス
宛先指定をパケット単位で行い、同時に複数の相手との接続を提供するサービス。

## WANの主要なプロトコル
- PPP
- ATM(非同期転送モード)
  - PPPoA等
- イーサネット
  - PPPoE等